# Jean-Charles Thomas
Pour les articles homonymes, voir Thomas (nom de famille).
Jean-Charles Thomas, né le 16 décembre 1929 à Saint-Martin-des-Noyers (Vendée) et mort le 14 octobre 2023 à Machecoul (Loire-Atlantique),, est un prélat catholique français, évêque de Versailles de 1988 à 2001.

## Biographie
Jean-Charles Thomas est le fils de Jules Thomas, géomètre-expert, et de Marcelline Tesson.

### Formation
Après avoir obtenu un diplôme en contrôle de gestion à l'Institut national de gestion prévisionnelle et de contrôle de gestion d'Angers, Jean-Charles Thomas entre au Grand séminaire de Luçon, avant de poursuivre sa formation au Séminaire français de Rome, obtenant une licence de théologie à l'Université pontificale grégorienne. Par la suite il complète sa formation par un diplôme de l'Institut supérieur de pastorale catéchétique de Paris. 
Il est ordonné prêtre le 5 juillet 1953 pour le diocèse de Luçon.

### Principaux ministères
Après des premiers ministères comme vicaire à Montaigu et aux Sables-d'Olonne, Jean-Charles Thomas assume des responsabilités au niveau du diocèse de Luçon comme directeur de l'enseignement religieux de 1957 à 1962, puis directeur de l'enseignement catholique de 1962 à 1969, puis archidiacre de La Roche-sur-Yon. 
Nommé évêque auxiliaire d'Aire et Dax le 13 mars 1972, il est consacré le 1er mai de la même année. Il est ensuite nommé évêque d'Ajaccio le 4 février 1974, puis évêque coadjuteur de Versailles le 23 décembre 1986. Il devient évêque diocésain le 4 juin 1988.
Jean-Charles Thomas se retire de ses fonctions le 11 janvier 2001, pour raison d'âge.
Il meurt le 14 octobre 2023 à l'âge de 93 ans. Ses obsèques sont célébrées le 20 octobre, en l’église Sainte-Croix de Saint-Gilles-Croix-de-Vie.

## Publication
- La Bible des Communautés chrétiennes : préface et imprimatur en tant qu'évêque de Versailles.